# Nova Siracene
Nova Siracene fou una marca fronterera armènia, coneguda també com a marca Mèdia, destinada a servir de baluard contra les possibles incursions del regne de Mèdia Atropatene. El nucli principal de la marca era Adiabene que podria ser el regne d'Adiabene o una terra al nord del regne a manera de tampó.
Vegeu Adiabene